# Cesonia josephus
Cesonia josephus är en spindelart som först beskrevs av Chamberlin och Willis J. Gertsch 1940.  Cesonia josephus ingår i släktet Cesonia och familjen plattbuksspindlar. Inga underarter finns listade i Catalogue of Life.